# Matthew Selt
Matthew Selt (ur. 7 marca 1985) – angielski snookerzysta zamieszkały w Romford w północno-wschodnim Londynie. Plasuje się na 43. miejscu pod względem zdobytych setek w profesjonalnych turniejach, w sierpniu 2025 miał ich łącznie 220.
Jego największym sukcesem w turniejach rankingowych było zwycięstwo w Indian Open 2019, gdzie w finale pokonał Lü Haotiana 5:3.